# Плёртюи
Плёртюи (фр. Pleurtuit) — коммуна на северо-западе Франции, находится в регионе Бретань, департамент Иль и Вилен, округ Сен-Мало, кантон Сен-Мало-2. Расположена в 14 км к юго-западу от Сен-Мало на противоположном берегу реки Ранс. На территории коммуны расположен аэропорт Динар-Плёртюи-Сен-Мало.
Население (2018) — 6 982 человека. 

## Достопримечательности
- Шато де Монмарен XVIII века с парком на берегу Ранса
- Церковь Святого Петра конца XIX века, во время Второй мировой войны потерявшая свою башню
- Водяная мельница Нёф

## Экономика
Структура занятости населения:
- сельское хозяйство — 2,3 %
- промышленность — 14,9 %
- строительство — 13,2 %
- торговля, транспорт и сфера услуг — 44,2 %
- государственные и муниципальные службы — 25,3 %

Уровень безработицы (2018) — 11,0 % (Франция в целом —  13,4 %, департамент Иль и Вилен — 10,4 %). 

Среднегодовой доход на 1 человека, евро (2018) — 21 890 (Франция в целом — 21 730, департамент Иль и Вилен — 22 230).

## Демография
Динамика численности населения, чел.

## Администрация
Пост мэра Плёртюи с 2020 года занимает Софи Безье (Sophie Bézier). На муниципальных выборах 2020 года возглавляемый ею правый список победил во 2-м туре, получив 50,17 % голосов.
| Период | Период | Фамилия      | Партия                                           | Примечания                                               |
| ------ | ------ | ------------ | ------------------------------------------------ | -------------------------------------------------------- |
| 1977   | 1989   | Жозеф Лоне   | Разные левые                                     | директор школы                                           |
| 1989   | 2001   | Шарль Тепо   | Объединение в поддержку Республики Разные правые | офицер в отставке, член Генерального совета департамента |
| 2001   | 2008   | Антуан Берри | Союз за народное движение                        | директор гостиницы                                       |
| 2008   | 2020   | Ален Лоне    | Социалистическая партия                          | директор банковского агентства                           |
| 2020   |        | Софи Безье   | Разные правые                                    | специалист по развитию производства                      |

## Города-побратимы
- Рансбах-Баумбах, Германия

## Галерея

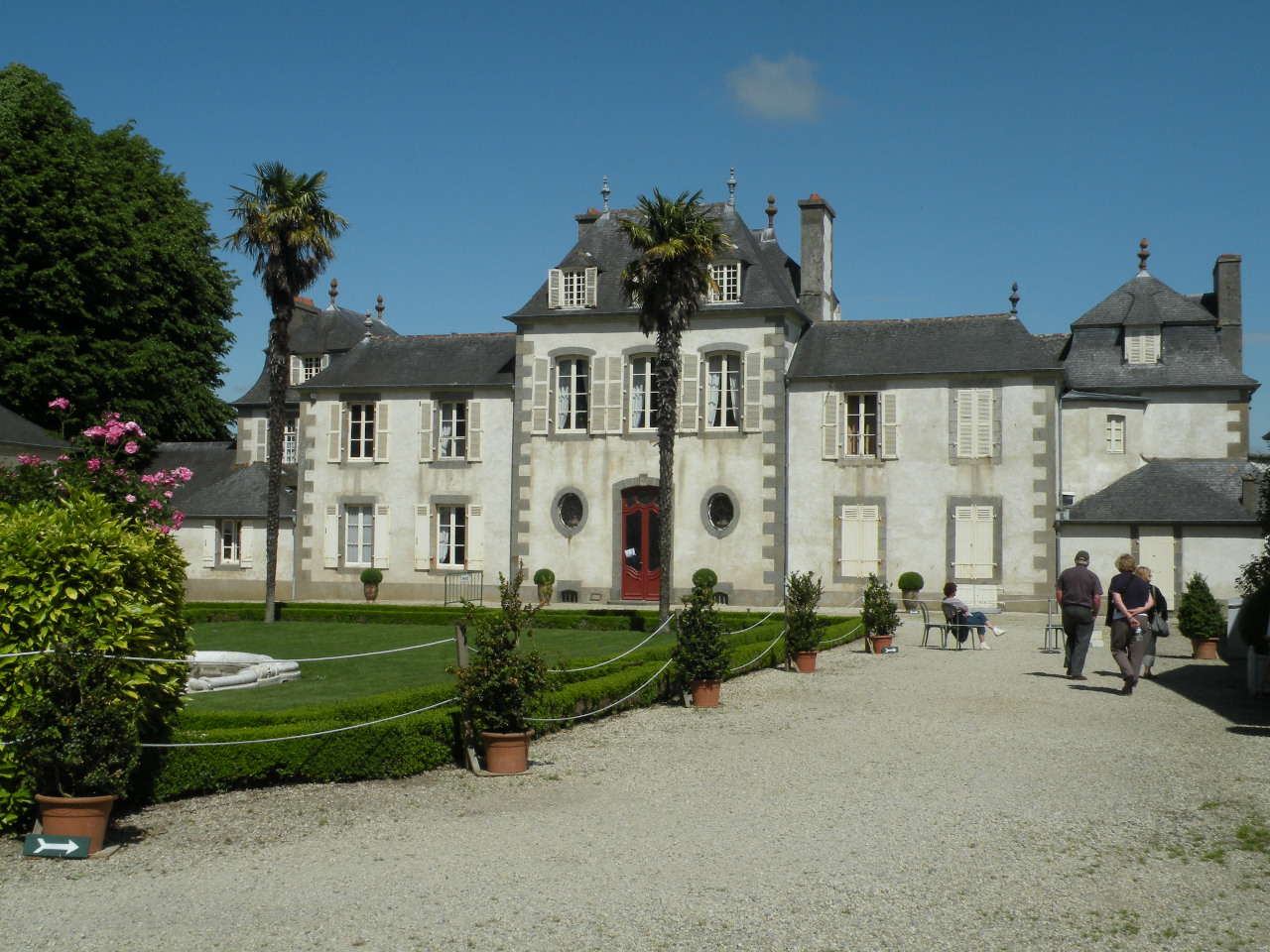
Шато де Монмарен
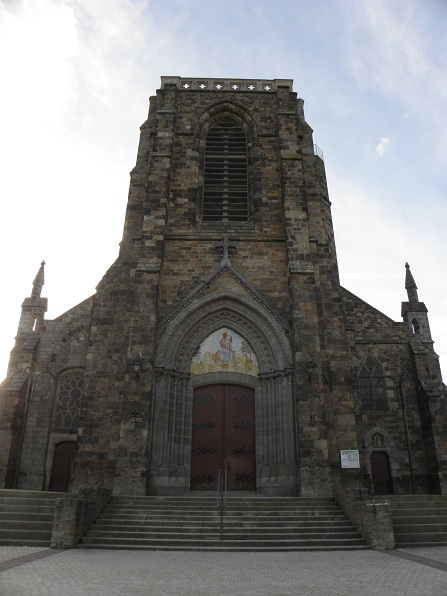
Церковь Святого Петра
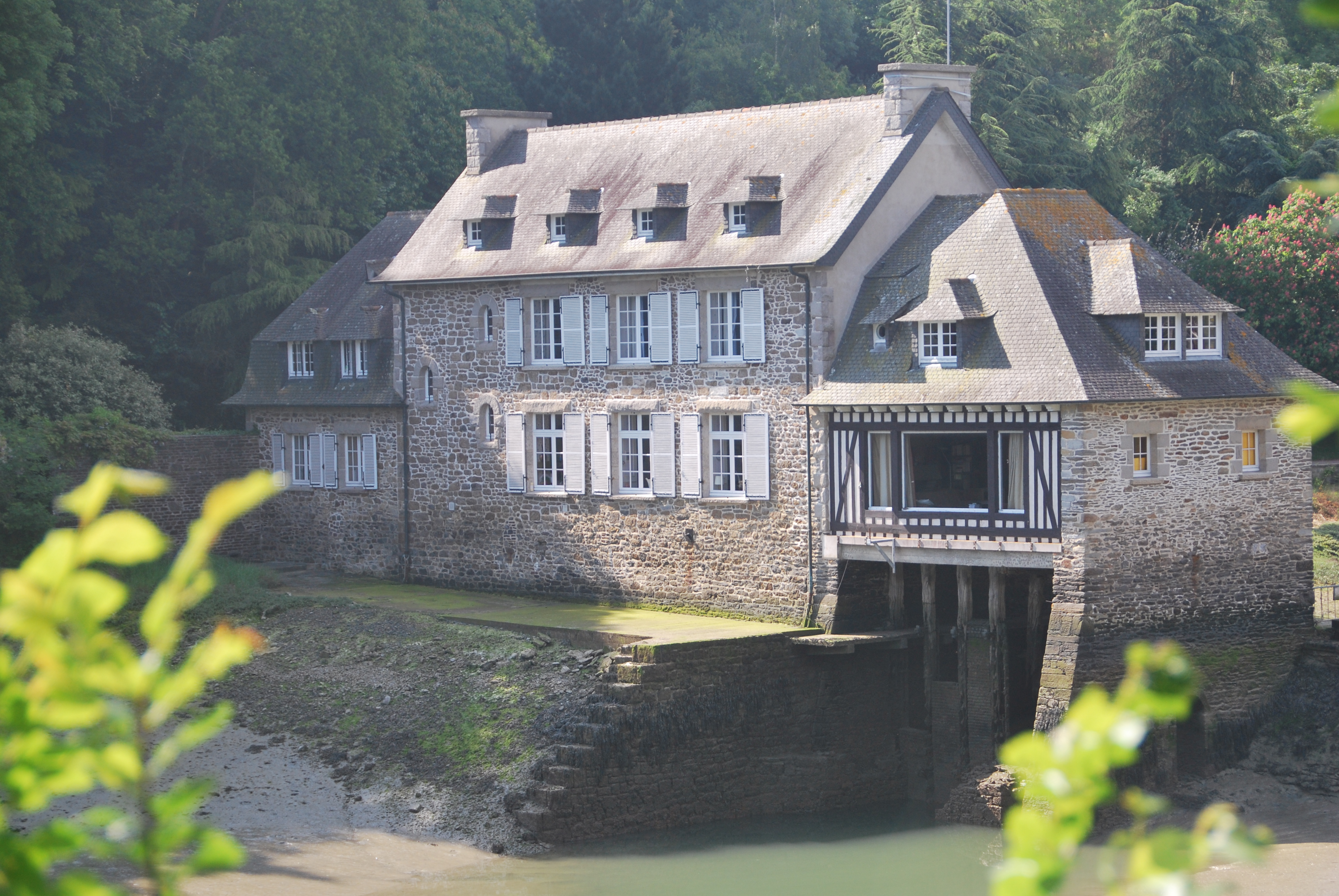
Водяная мельница Нёф

1. 1 2  база данных о французских коммунах — Национальный географический институт Франции, 2015.